# برنامج أورورا

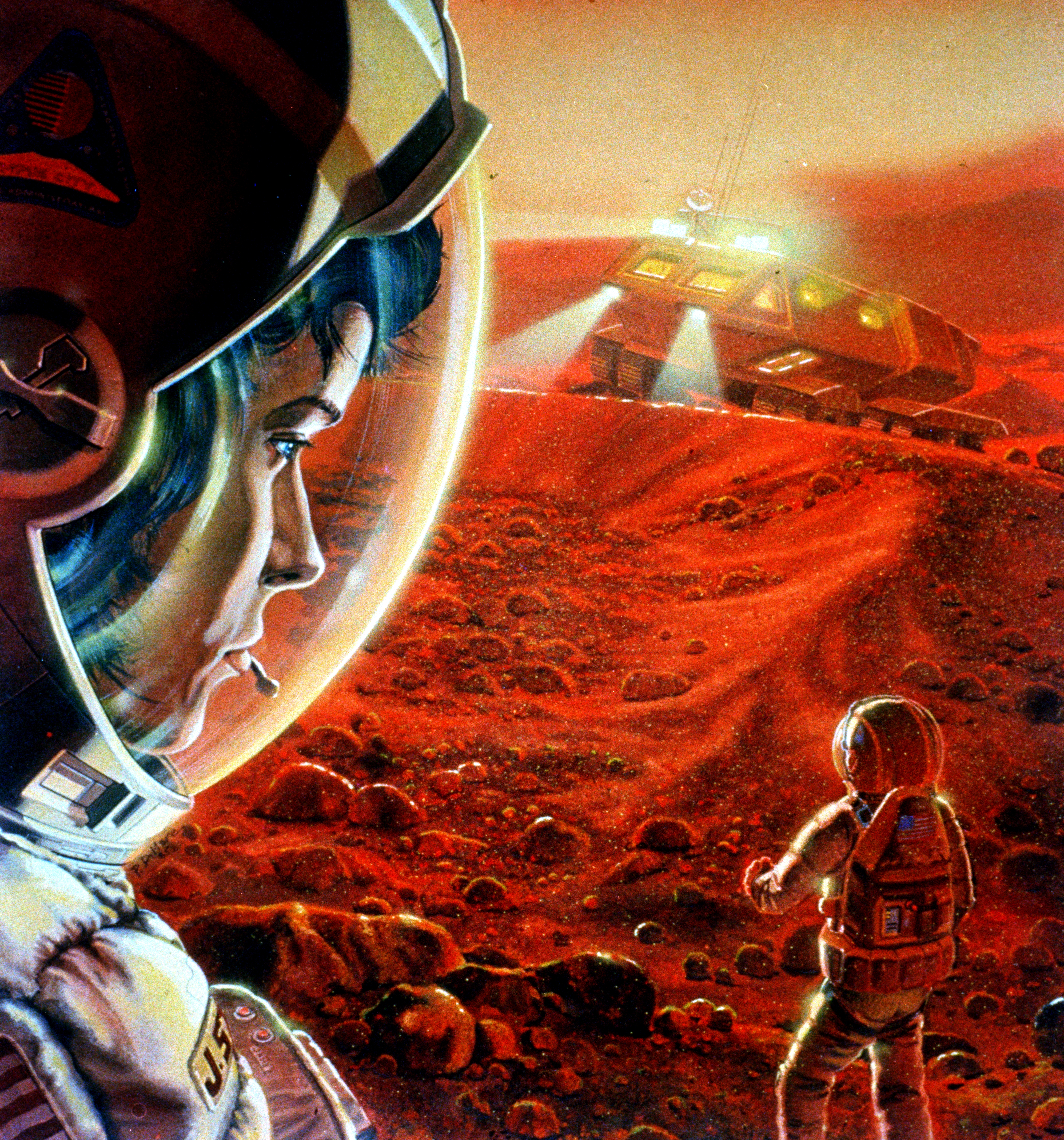
تم إختيار هذه الصورة الفنية حول الفضاء بعنوان The Next Stop من قبل وكالة الفضاء الأوروبية أثناء مناقشة برنامج أورورا الخاص به.

برنامج أورورا (بالإنجليزية: Aurora programme)‏ هو برنامج للرحلات الفضائية البشرية من وكالة الفضاء الأوروبية التي أنشئت في عام 2001. والهدف هو صياغة خطة أوروبية طويلة الأجل وتنفيذها لأجل استكشاف المجموعة الشمسية باستخدام المركبات الفضائية الآلية والرحلات الفضائية البشرية للتحقيق في الأجسام التي تبشر بآثار الحياة خارج الأرض.

## وصلات خارجية
- Aurora site at ESA
- Aurora Industry Day 2006
- Brochure of the Aurora Programme
- Another publication about Aurora
- Aurora Roadmap poster